# Antônio Vitor Sampaio Mena Barreto
Antônio Vítor Sampaio Mena Barreto (Porto Alegre, 12 de junho de 1825 — Porto Alegre, 17 de outubro de 1891) foi um militar, político e empresário brasileiro, responsável pela emancipação da cidade de Estrela.
Pertencia a uma tradicional família brasileira do Rio Grande do Sul: os Mena Barreto. Era filho de José Luís Mena Barreto e de Ana Emília de Sampaio Ribeiro, tendo se casado com Maria Januária, com quem teve 13 filhos.
Em 1861 estabeleceu-se na sua Fazenda da Estrela, onde depois veio a se localizar a cidade de Estrela. Ao estourar a guerra do Paraguai, em 1865, foi logo engajado, sendo promovido durante a guerra ao posto de coronel. De 1873 a 1877 foi vereador em Taquari, mudando-se depois para Porto Alegre.
Foi proprietário do vapor Estrela, que navegava pelo rio Vacacaí até atingir São Gabriel.